# Hebius khasiensis
Hebius khasiensis (кхасійський вуж) — вид змій родини полозових (Colubridae). Мешкає в Південно-Східній Азії.

## Поширення і екологія
Кхасійські вужі мешкають в горах Північно-Східної Індії, М'янми, Лаосу, В'єтнаму, Таїланду та в китайській провінції Юньнань. Вони живуть в субтропічних і тропічних лісах, поблизу струмків, на висоті від 500 до 2000 м над рівнем моря. Живляться земноводними і рибою. Відкладають яйця.